# Georgij Grigorjevics Mondzolevszkij
Georgij Grigorjevics Mondzolevszkij, oroszul: Георгий Григорьевич Мондзолевский (Orsa, 1934. január 26. – 2024. április 28.) kétszeres olimpiai bajnok szovjet válogatott fehérorosz röplabdázó.

## Pályafutása
Az 1964-es tokiói és az 1968-as mexikóvárosi olimpián aranyérmes lett a válogatottal. Két világbajnoki arany- és egy bronzérmet szerzett a szovjet válogatott tagjaként. Az Európa-bajnokságokon egy arany- és két bronzérmet nyert.

## Sikerei, díjai
- Olimpiai játékok
  - aranyérmes: 1964, Tokió, 1968, Mexikóváros
- Világbajnokság
  - aranyérmes (2): 1960, Brazília, 1962, Szovjetunió
  - bronzérmes: 1956, Franciaország
- Európa-bajnokság
  - aranyérmes: 1967, Törökország
  - bronzérmes (2): 1958, Csehszlovákia, 1963, Románia